# Dwight L. Dumond
Dwight Lowell Dumond (* 27. August 1895 in Kingston, Ross County, Ohio; † 30. Mai 1976) war ein amerikanischer Historiker und Schriftsteller, der für seine Werke über die Sklaverei bekannt geworden ist. Er war emeritierter Professor für amerikanische Geschichte an der Universität von Michigan.
Dumond schloss 1920 sein Grundstudium an der Baldwin Wallace University ab und erwarb 1925 einen Master-Abschluss an der Washington University in St. Louis. Im Jahr 1929 promovierte er an der University of Michigan. In dieser Zeit war er dort Assistent und Herausgeber geschichtlicher Werke. Anschließend lehrte er ein Jahr lang Geschichte an der Ohio Wesleyan University, bevor er zurück an die University of Michigan wechselte, wo er von 1930 bis zu seiner Emeritierung 1965 lehrte. Interimsmäßig nahm er Gastprofessuren 1950 und 1958 an der University of Southern California, 1964/65 an der University of Arizona, 1965 der Howard University und 1966 der University of Delaware wahr.
Nach seiner Pensionierung in Michigan lehrte er an der Howard University und der Colgate University. Für sein Buch Antislavery wurde er 1961 mit dem Anisfield-Wolf Book Award ausgezeichnet. Im Januar 1963 hielt er im Hill Auditorium der Michigan University die viel beachtete Rede The Emancipation Proclamation: Freedom in the Fullness of Time zur genau einhundert Jahre zurück liegenden Emanzipationsproklamation von President Abraham Lincoln. Als Grundlage zu diese Rede gilt sein zwei Jahre zuvor erschienenden Buches Antislavery: The Crusade for Freedom in America. Noch im gleichen Jahr 1963 erhielt Dumond den Distinguished Faculty Achievement Award seiner Universität. Die Northern Michigan University verlieh ihm 1965 die Ehrendoktorwürde, die auch über seine Bibliographie und seinen Schriftwechsel (hauptsächlich aus den 1960er Jahren) verfügt.
Merton L. Dillon schrieb ihm und Gilbert H. Barnes zu, die Ursachen des Amerikanischen Bürgerkriegs neu bewertet zu haben. Im Unterschied zu den meisten anderen Historikern sähen diese beiden Doktoranden das von Charles A. Beard und Mary Ritter Beard 1927 erschienende Standardwerk kritischer und fänden darin keine Akzeptanz. Materiell-kommerzielle Interessen reichten ihnen als Erklärung als Auslöser für den Bürgerkrieg nicht aus. Während das Ehepaar Bread die Sklaverei nur als einen Baustein für die bürgerlichen Auseinandersetzungen sähen, wäre es für Barnes und Dumond die zentrale Ursache.
Dumond war Mitglied in der American Historical Association und der Mississippi Valley Historical Association, für die er zeitweise auch ihr Vorsitzender und Leiter des Exekutivkomitees saß.